# Boris Savostin
Boris Savostin (em russo:  Борис Савостин; nascido em 1936) é um ex-ciclista soviético que representou sua nação nos Jogos Olímpicos de Verão de 1956, em Melbourne, onde competiu na prova de contrarrelógio (1 000 m).